# Bangalaia ochreomarmorata
Bangalaia ochreomarmorata är en skalbaggsart som beskrevs av Stefan von Breuning 1958. Bangalaia ochreomarmorata ingår i släktet Bangalaia och familjen långhorningar. Inga underarter finns listade.